# سلايم

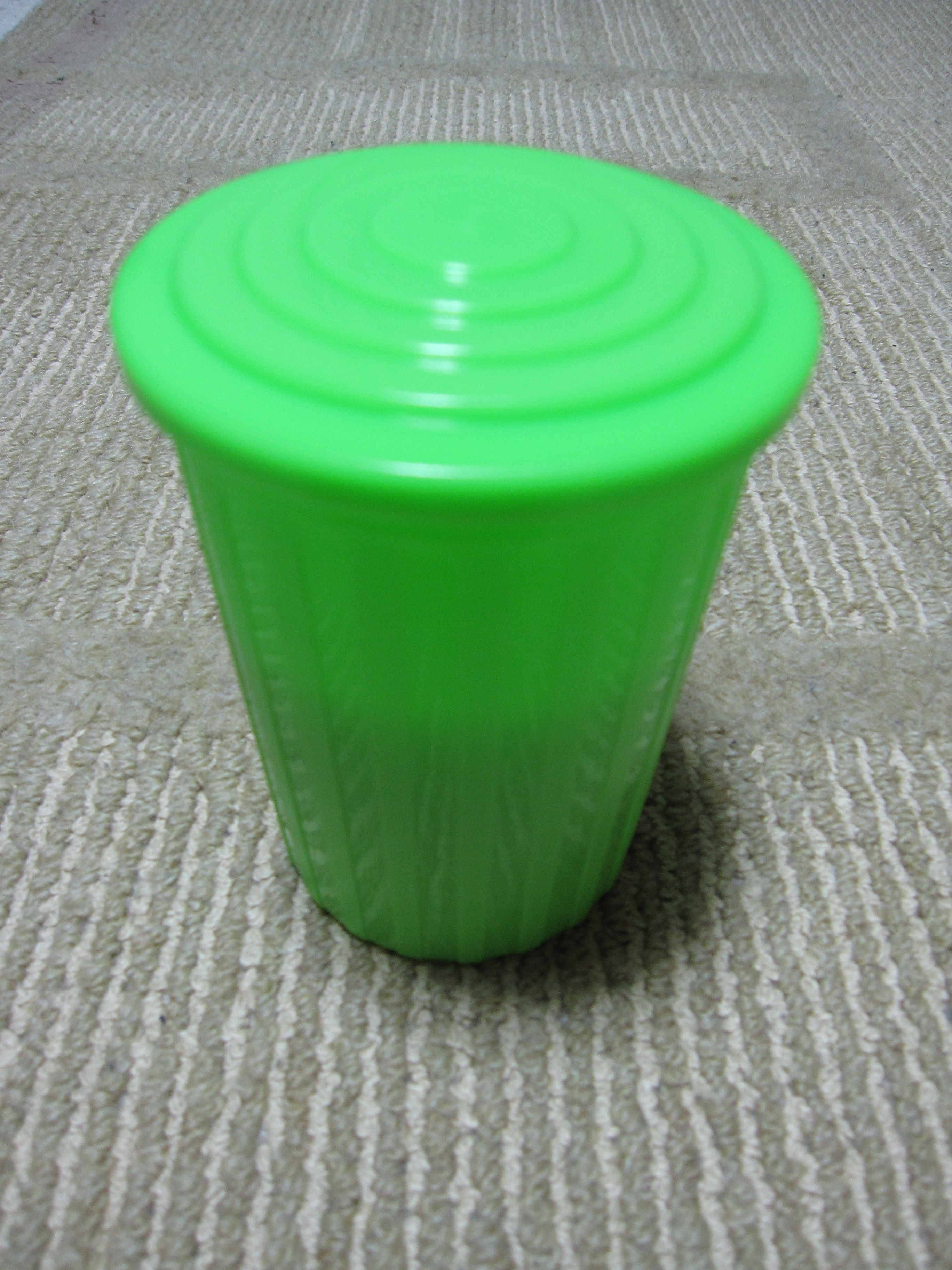
علبة سلايم من شركة ماتيل على شكل حاوية القمامة

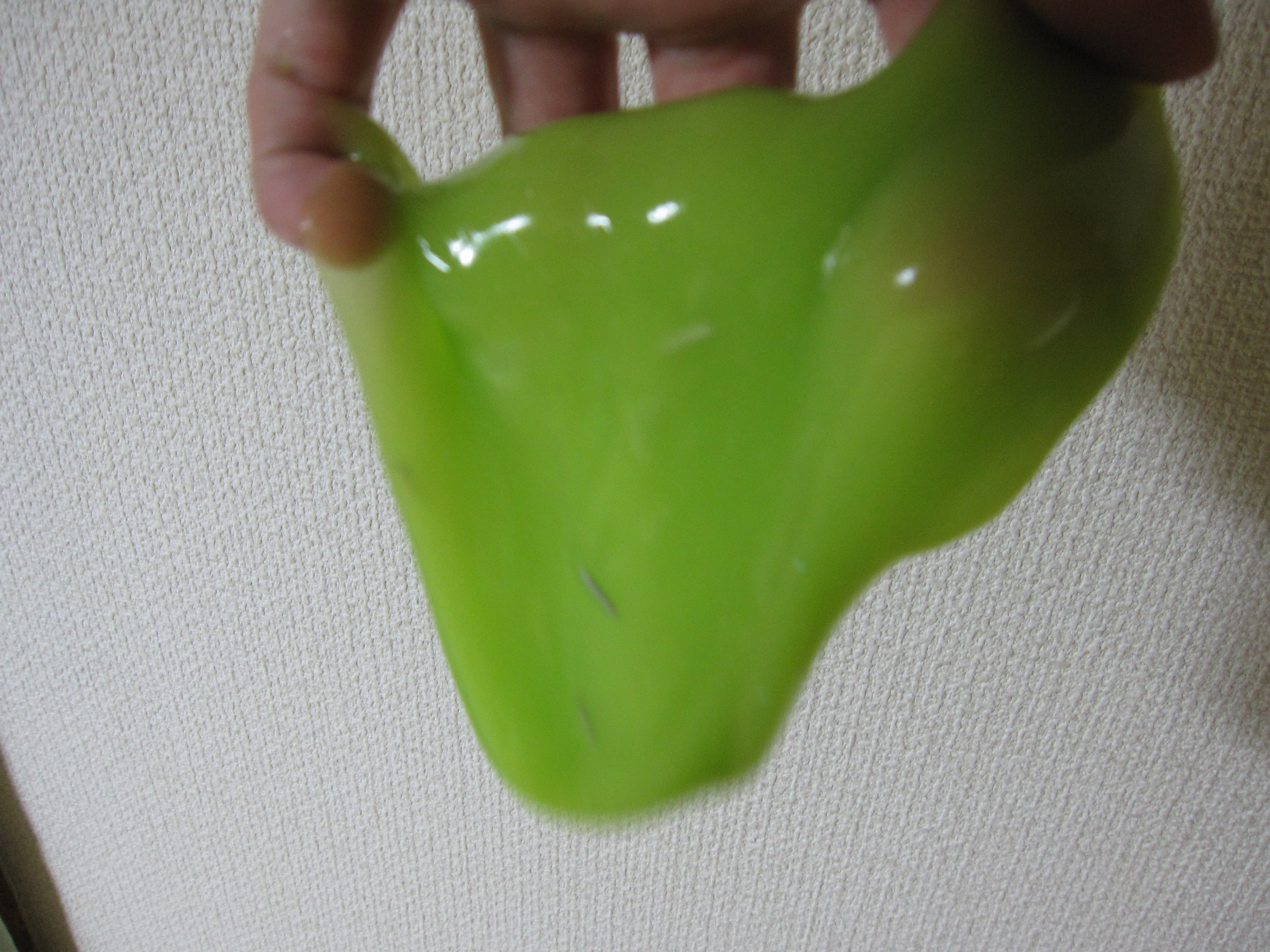
مادة سلايم اللزجة.

سلايم (بالإنجليزية: Slime)‏ هي لعبة من إنتاج شركة ماتيل وعرض في الأسواق للمرة الأولى في عام 1976. يتكون سلايم بشكل أساسي من مادة لزجة، تكون عادة خضراء اللون تتألف بشكل أساسي من صمغ غوار (Guar gum)، وتباع عادة بعلبة على شكل حاوية القمامة. تم إنتاج العديد من الألعاب باستخدام مادة سلايم بإضافة حشرات أو عيون أو ديدان بداخله، ويتكون السلايم من مواد خطرة جداً على صحة الأطفال ومن ما يكون من بلعها أو مضغها، ولهذا يجب مراقبة الأطفال عند اللعب به .

## مخاطره
في السنوات القليلة الماضية ظهرت العديد من طرق عمل السلايم في المنزل وذلك بالاعتماد على مركبات متوفرة في المنزل وهذه المركبات بعد إضافتها إلى بعضها البعض تولد تفاعلات كيميائية قد تسبب أضرار بالغة خصوصا للأطفال لذلك يرجى توخي الحذر عند استعمال السلايم المصنوع في المنزل .

## أنواعه
توجد العديد من الأنواع للسلايم ويتم تصنيف الأنواع تبعا لطريقة العمل أو تبعا لطريقة الاستخدام طبقا لطريقة العمل هناك السلايم الجاهز الذي يباع في المحلات التجارية والمكتبات.
والسلايم المصنوع في المنزل والذي يتنوع إلى السلايم المصنوع بالاعتماد على الغراء أو الصمغ أو السلايم المصنوع بدون غراء وهناك مؤخرا السلايم القابل للأكل المصنوع من مواد غذائية وسكرية.

## تركيب كيميائي
تكون مادة سلايم عادة أثقل من الماء حيث تكون كثافتها حوالي 1.15 غ/سم3، وتتكون بشكل رئيسي من عديد السكاريد صمغ غوار (Guar gum) والبورق.